# Piper steinbachii
Piper steinbachii är en pepparväxtart som beskrevs av Truman George Yuncker. Piper steinbachii ingår i släktet Piper och familjen pepparväxter. Inga underarter finns listade i Catalogue of Life.